# IC 1933
IC 1933 ist eine Balken-Spiralgalaxie vom Hubble-Typ SBbc im Sternbild Pendeluhr am Südsternhimmel. Sie ist schätzungsweise 41 Millionen Lichtjahre von der Milchstraße entfernt und hat einen Durchmesser von etwa 50.000 Lichtjahren. Gemeinsam mit vier weiteren Galaxien bildet sie die IC 1954-Gruppe (LGG 93).
Das Objekt wurde am  14. Oktober 1898 von DeLisle Stewart entdeckt.

## Galaktisches Umfeld
| Nr. | Galaxie                 | Alternativname            | REK           | Dek           | Distanz/asec |
| --- | ----------------------- | ------------------------- | ------------- | ------------- | ------------ |
|     | IC 1933                 | ESO 155-025               | 03h25m39.89s  | -52d47m07.8s  | 0            |
| 1   | LEDA/PGC 74405          | 2MASX J03251607-5247086   | 03h25m16.10s  | -52d47m08.7s  | 215.50       |
| 2   | LEDA/PGC 438162         | 2MASX J03251727-5249056   | 03h25m17.27s  | -52d49m06.0s  | 237.28       |
| 3   | LEDA/PGC 439551         | 2MASX J03251906-5243427   | 03h25m19.04s  | -52d43m42.6s  | 279.15       |
| 4   | LEDA/PGC 74406          | 2MASX J03251704-5251446   | 03h25m16.995s | -52d51m45.87s | 345.73       |
| 5   | 2MASX J03261801-5249086 | WISEA J032618.02-524908.9 | 03h26m18.04s  | -52d49m08.8s  | 366.64       |
| 6   | LEDA/PGC 3098057        | WISEA J032547.77-525332.6 | 03h25m47.77s  | -52d53m33.0s  | 393.53       |
| 7   | LEDA/PGC 436783         | 2MASX J03261028-5254486   | 03h26m10.26s  | -52d54m48.6s  | 536.86       |
| 8   | 2MASX J03262317-5239436 | WISEA J032623.13-523943.2 | 03h26m23.17s  | -52d39m43.5s  | 593.24       |
| 9   | LEDA/PGC 74431          | 2MASX J03263850-5252453   | 03h26m38.52s  | -52d52m45.8s  | 630.15       |
| 10  | LEDA/PGC 74416          | WISEA J032603.60-523555.7 | 03h26m03.57s  | -52d35m55.9s  | 703.86       |
| 11  | LEDA/PGC 74394          | 2MASX J03242439-5242489   | 03h24m24.40s  | -52d42m48.9s  | 732.62       |
| 12  | LEDA/PGC 74417          | 2MASX J03260706-5258546   | 03h26m07.07s  | -52d58m54.4s  | 747.93       |
| 13  | LEDA/PGC 74420          | 2MASX J03261021-5234566   | 03h26m10.23s  | -52d34m56.6s  | 781.41       |
| 14  | 2MASX J03265684-5253194 | WISEA J032656.87-525319.0 | 03h26m56.84s  | -52d53m19.6s  | 790.27       |
| 15  | LEDA/PGC 437450         | 2MASX J03241748-5251592   | 03h24m17.51s  | -52d51m59.4s  | 828.19       |